# Alburnus attalus
Espèce
Statut de conservation UICN

 EN B2ab(i,ii,iii,iv) : En danger
Alburnus attalus (en anglais Bakir shemaya) est un poisson d'eau douce de la famille des Cyprinidae.

## Répartition
Alburnus attalus est endémique de Turquie.

## Description
La taille maximale connue pour Alburnus attalus est de 100 mm.

## Publication originale
- Özuluğ & Freyhof, 2007 : Rediagnosis of four species of Alburnus from Turkey and description of two new species (Teleostei: Cyprinidae). Ichthyological Exploration of Freshwaters , vol. 18, n. 3, p. 233-246 (introduction).